# De 4de macht
De 4de macht is het eerste stripalbum uit de stripreeks De vierde kracht. Het album is geschreven en getekend door Juan Giménez. Van dit album verschenen tot nu toe twee drukken, o.a. bij uitgeverij Talent in 1997, en bij uitgeverij Medusas in 2010. 

## Inhoud
Exether Mega is een jonge militaire astronaut die verstrikt raakt in het conflict tussen de Aardlingen en de Krommiums op Nibulae Alfa. Ze wordt het slachtoffer van een wetenschappelijk experiment dat tot doel heeft een geheim wapen te creëren. De Krommiums proberen de breinen van vier vrouwen met elkaar te verenigen (dat van Exether is de... vierde macht) en willen daarmee een wezen met oneindige kosmische krachten creëren. Het wapen wordt QB4 genoemd. 